# 上野之森美術館
上野之森美术馆，是日本东京都台东区上野公园的私立美术馆。是由以常陆宫正仁亲王殿下为总裁的公益财团法人——日本美术协会运营的美术馆。
处于上野公园内一角，西乡隆盛的雕像附近。此美术馆将明治12年（1879年）在日本最初设立的美术团体——日本美术协会展示馆的设施加以翻新，并于昭和47年（1972年）4月由富士產經集團正式建馆。
为努力培养现代美术作家，从昭和58年（1983年）开始的《上野之森美术馆大奖展》，平成6年（1994年）开始和第一生命共同举办的《VOCA展》以及《描绘日本自然之展》等独家的展览会每年举办。各种征集展，以及海外的美术馆的收藏品借用的特别展等随时召开。
上野之森美术馆与上野公园的环境融为一体，和谐而优美，颇受人们的喜爱。平成5年（1993年）美术馆进行了大规模的翻新工程，并于平成18年（2006年）全新设立了上野之森美术馆画廊，美术馆也由此粉饰一新。
2008年举办的“井上雄彦最后的漫画展”突破了上野之森美术馆的人数限制的最高记录。
2009年的“圣地布达拉宫--西藏和天空的至宝”展开幕。
2018年，上野之森美術館舉辦了維梅爾展，吸引超過68萬人參觀，成為這一年日本參觀人數最多的美術展。